# Saint-Genou
Saint-Genou település Franciaországban, Indre megyében. Lakosainak száma 939 fő (2022. január 1.). Saint-Genou Arpheuilles, Buzançais, Palluau-sur-Indre, Sainte-Gemme és Villegouin községekkel határos.

## Népesség
A település népessége az elmúlt években az alábbi módon változott:
| Lakosok száma | 1290 | 1101 | 1065 | 989  | 997  | 982  | 971  | 950  | 944  | 939  |
|               | 1968 | 1982 | 1990 | 2006 | 2013 | 2015 | 2017 | 2019 | 2020 | 2022 |